# 机动战士Z高达 星之继承者
《机动战士Z高达 星之继承者》是由日本电视动画《机动战士Z高达》所改编的电影三部曲中的第一部。本片由日升工作室负责动画制作，松竹负责日本市场的发行，剧情改编自《机动战士Z高达》第1集至第14集的内容，主要角色和机体也出自该剧。影片主要讲述了在虚构纪元宇宙世纪中，太空殖民地居民卡密兒·維丹因对地球联邦军人抱持不满而协助反抗组织“幽谷”抢夺高达Mk-II，加入幽谷后目睹双亲身死战场。直到他在化名为“克瓦特羅·維吉納”的夏亚·阿兹纳布尔指挥下攻入大气层并遇到一年战争时期的王牌阿姆罗·雷。
富野由悠季作为本片总导演，同时负责分镜和剧本创作，恩田尚之和仲盛文分别负责人物和机械作画的监督，原剧音乐家三枝成彰负责为本片制作新的配乐，其他主要制作团队成员均曾参加过本片制片人松村圭一的作品。制作团队从创作理念层面阐释作品价值：导演强调以积极视角重构经典电视版的叙事基调，着重展现新时代人际关系，突破原作自闭倾向；制作人突显共享世界观下的创新表达；音乐指导将作品呈现出的通俗性解读为对社会现实的投射。
影片于2005年5月28日在日本正式公映，首周周末票房排行前三，并打破多家影院的单日票房纪录。在各大影评网站中，本片的评价呈现两极分化，部分专业影评认可其对原作中虚无主义的解构，而国际媒体则批评本片存在叙事失调与风格割裂。市场反馈显示影片在国际平台获得中等口碑，但日本本土观众中有较高的接受度。影片获得了2005年第10届神户动画奖最佳电影动画，也是2006年第5届东京国际动画博览会剧场映画部门优秀作品奖获得者。

## 剧情

### 背景
宇宙世纪0087年，距离一年战争过去7年后居住于宇宙的居民与居住于地球的人们之间依然充满仇恨。地球联邦军内的精英组织提坦斯势力壮大且残暴使用毒气镇压内乱，由此，地球联邦军内部的异议人士组建了名为幽谷的反地球联邦团体。

### 正篇
居住在太空殖民地“绿色诺亚1号”的平民学生卡密兒·維丹出于对地球联邦军人的不满，夺走了新型机动战士高达Mk-II后加入幽谷并逃离家乡所在的太空殖民地，之后与潜入地球圈的前吉翁军王牌飞行员克瓦特罗·巴吉纳并肩作战。被卡密兒抢夺了高达的联邦军精英组织提坦斯将卡密兒的双亲绑为人质，结果促使卡密兒亲眼目睹双亲在战场上逝去。未及因失去双亲而悲痛，卡密兒就在克瓦特罗的指挥下参加幽谷突入大气层降落至地球的作战行动。在地球上，卡密兒遇到了一年战争中夏亚的对手阿姆罗·雷。

## 制作

### 制作背景
电视剧版《机动战士高达》首播时曾因收视率低迷而一度停播，重播时却人气高涨，由电视剧版改编而成的电影三部曲更是获得了巨大的成功。然而在这之后，作为导演的富野由悠季接连多部新作品都没能取得如《机动战士高达》那般的成功。在较为压抑的情绪下，富野由悠季参与制作了《机动战士高达》的续集作品《机动战士Z高达》。因此，在当时日本社会的拜金主义以及浮躁的社会风气下，电视剧版《机动战士Z高达》的剧情最终以悲剧收场。此后，富野由悠季在20世纪90年代中期患上了抑郁症，直至1998年wowow播出的《机动神脑》、1999年开始在富士电视台播出的被视作高达系列全面总结的《∀ GUNDAM》后，才逐渐恢复精神并回归平静。作为本片的总导演，富野由悠季表示本片制作企划的开展首先是万代影视的需求。而他自己也意识到，目前确实是将原版电视动画进行重新构思的时机了。特别是他发现当下的年轻人压力越来越大、精神状态越来越糟，已经快接近电视动画中卡密兒的状态了，因此认为自己作为媒体人有责任将这部作品的定位重新锚定到以娱乐性为核心上来进行故事构建。

### 制作团队及制作手法
| 企劃                     | 内田健二             |
| 原作、剧本、分镜、总导演 | 富野由悠季           |
| 原案                     | 矢立肇               |
| 制作人                   | 松村圭一、久保聪     |
| 角色设定                 | 安彦良和             |
| 机械设定                 | 大河原邦男、藤田一己 |
| 角色作画导演             | 恩田尚之             |
| 机械作画导演             | 仲盛文               |
| 美术导演                 | 东润一、甲斐政俊     |
| 数字色彩设计             | 铃木贵子             |
| 音乐                     | 三枝成彰             |
| 音响导演                 | 藤野贞义             |
| 协力制作                 | BANDAI VISUAL        |

《劇場版∀ GUNDAM》公映两年后，时值《机动战士高达》首播25周年的2004年夏天，官方正式宣布导演富野由悠季将沿用电影版《机动战士高达》的制作模式，把50集电视剧《机动战士Z高达》分割为三部分，融入新制作画面后改编成三部电影，计划于2005年起陆续上映。此时的消息称，三部曲中的第一部《星之继承者》将讲述从夏亚潜入格里普斯开始到夏亚与阿姆罗于战场重逢的场景。此后，制作方发布了制作中的本片新增画面截图，其中就包括由曾负责电视版《机动战士Z高达》第42集和第47集作画监督的恩田尚之所负责制作的线条更柔和的卡密兒·比丹新画面，在安彦良和原设计基础上整合了现代风格印象的克瓦特罗·巴吉纳的新画面以及加装有原版电视动画中所没有的降落伞背包的加尔巴迪β等。在制作消息放出后的访谈中，本片制作人松村圭一表示《星之继承者》长度在90分钟左右，其中会有大约三分之一的画面是新制作的。
本片是在曾制作过多部动画作品的日升工作室第7摄影棚里制作完成的。制作人松村圭一表示本片的制作团队成员主要来自曾经参加过他所负责作品的团队，因此未曾参加过电视版《机动战士Z高达》的成员占多数。但也有部分之前参与电视版《机动战士Z高达》制作的关键成员加入本片制作，比如以往曾负责过电视版制作的恩田尚之、仲盛文以及重田敦司等，而音乐则是由同样曾参加过《机动战士Z高达》的三枝成彰以及藤野贞义负责。
松村圭一表示，以往的制作模式是在分镜表出来后紧接着就开始剪接，但《星之继承者》却是导演富野由悠季用电脑上的编辑软件将电视版的影像收集整理编辑后再制作出分镜表，之后再确认新加入的画面。总导演富野由悠季表示与纯粹只是做电视版动画的摘要版不同，本片也为了去掉制作电视版时的不愉快印象而进行了一定的改变，比如将卡密兒描绘成不会发飙的少年。为了将原本电视动画14集的内容浓缩成95分钟的电影，需要在将20年前电视版的分镜表画面修整成宽荧幕的尺寸的同时，一边重组故事情节，一边考虑新增和删减的剧情。作为总导演的富野由悠季需要将新绘制的画面贴到剪接后的分镜本中，并用秒表计时来调整重写的部分台词。本片在制作时专门采用了名为“画面调整”的数字处理程序，将原本电视版动画的影像进行提优去杂和修损后做现代化处理，如将此前动画中荧幕显示的画面由平面的升级为3D，或者将部分画面的色彩效果进行更加真实化的提升。在制作初期，由于电视版画面与新画面在风格与质感上都存在差异，制作时产生了一定的困惑，但随着制作的推进，在导演给与的演出指示以及动画师的努力下，本片的品质也逐渐稳定下来。导演富野由悠季表示，初期计划仅制作动画中的接续用画面，但随着制作推进，制作团队中的成员开始希望制作更多的画面，而CG技术的运用也导致了需要对旧画面进行进一步处理，以及对新画面进行旧化的需求变得越来越多。这种名为“旧化”的特殊处理手段可以将原本电视版动画的16毫米胶片既有画面与新制作的动画场景自然的融合在一起。为了增加画面的立体感，本片演出松尾衡将部分原计划仅滑动单一背景的空中战斗镜头数码分割为多层，依次向纵深移动。

### 角色与机甲刻画
《星之继承者》的录音工作于2004年在东京都内的摄影棚用时两天完成。古谷彻表示由于在电视动画制作时，他是中途参与进来的，当时也是在还没有完全理解的情况下就完成了工作。而对于电视剧中的貝托蒂嘉·伊露瑪，他当时也实在没能完全代入角色之间的感情。因此在本次参与电影版的配音时，他得以用制作全新作品的心态以新鲜的心情参与其中来演绎23岁的阿姆罗。古谷彻表示抱持着“这次一定要好好演绎，试着去喜欢！”的态度，所以这次非常欢迎剧场版的配音工作。甚至在本片的庆功宴上他还曾借着酒劲对声演貝托蒂嘉·伊露瑪的川村万梨阿表示“这次我真的会试着喜欢上你，让我抱一下吧”，以传达出对这次的演绎不再带有遗憾了。池田秀一表示与古谷彻一样，多年来虽然时常有机会重新演绎原版《机动战士高达》相关的内容，但是都没参与过《Z高达》相关的工作。而为主人公卡密兒配音的飞田展男则表示在本片配音的两天中，导演表示如果还是以电视版的方式去安稳的演绎就不合适了，因此也是用全新的心态进入到本片的配音工作中。总导演富野由悠季却在采访中透露飞田展男也是经过重新试镜后才选定的，甚至还曾考虑过将包括阿姆罗和夏亚在内所有角色的配音演员全都更换掉。面对可能被替换配音机会的危机，飞田展男凭借自身过硬的技术最终使得导演满意并成功获选继续为主角配音。声演艾玛·辛的冈本麻弥则表示在本片制作信息公布前，导演富野由悠季主动约她出去吃饭，席间询问了她前往美国的感想，之后就定下由她继续在电影中为艾玛·辛配音。
负责机械作画监督的仲盛文回忆道，在制作本片中机动装甲“阿席瑪”面部被破坏的场景时，导演富野由悠季的分镜中仅有“出现辅助摄像头”这样的提示，但因此前的设定中没有辅助摄像头，因此在与原画绘制师城前龙治的合作下进行了自由发挥。而对于机动战士百式的眼睛，仲盛文表示在请教导演时得到了“都行，你喜欢怎么做就怎么做”的答复，由此考虑到元祖高达有帅气的双眼设计，在本片中百式也采用了双眼式的设计。随着制作的推进，原本不在计划中的高达Mk-II的手部特写被制作组认为必须要全新制作才行。由于原版设计中没有高达Mk-II的手部设定，在本片制作时仲盛文表示有在阿部邦博的帮助下进行重新设计和绘制。

#### 主要角色
| 角色              | 配音員     | 人物特质 |
| 角色              | 日语       | 人物特质 |
| ----------------- | ---------- | --- |
| 卡密兒·維丹       | 飞田展男   | 因与傑利特互殴而牵扯进抢夺高达Mk-II的事件中，最终痛失双亲的新人类少年，在本片中决定加入“幽谷”以主角身份与夏亚一起推动故事发展。与电视版相比在形象和性格上都有所不同，表情更为柔和。                                          |
| 夏亚·阿兹纳布尔   | 池田秀一   | 以假名“克瓦特羅·維吉納”潜入地球联邦军的吉翁公国创始人吉翁·戴昆之子，常以红色基调的联邦军制服或宇宙服的形象示人，在接受军需产业背后资助的同时加入了反地球联邦组织“幽谷”。在本片中以比电视版更多戏份的姿态成为推动剧情的核心。 |
| 艾瑪·辛           | 冈本麻弥   | 艾玛的心路历程是本片故事前半部分的重点。她在本片中完成了从在精英集团提坦斯的中具有领袖特质的驾驶员，到成为与幽谷交涉的代表，再到看清了提坦斯犯下的累累恶行后投靠幽谷的转变。                                                 |
| 布萊特·諾亞       | 铃置洋孝   | 在过去曾是白色基地舰长，之后成为客运太空梭机长，反对提坦斯的行为。在与难民一起逃离殖民卫星时被“阿含”号救起，之后加入幽谷成为“阿含”号舰长。本片中段故事时指挥贾布罗压制作战。                                                 |
| 蕾柯亞·隆德       | 胜生真沙子 | 作为幽谷初创团队成员之一，在组织内与夏亚一起行动。当卡密兒失去双亲时对其进行鼓励并担任起保护者的角色。在本片中新增了与艾玛交谈的场景，告诉了艾玛有关提坦斯的暴行。为了进行贾布罗压制作战而只身潜入贾布罗。                   |
| 花·園麗           | 新井里美   | 身为卡密兒的青梅竹马，其双亲因是抢夺高达Mk-II之人的邻居而被提坦斯监禁。她本人则乘坐布萊特担任机长的太空梭逃出。 |
| 傑利特·梅沙       | 井上和彦   | 提坦斯的驾驶员，与卡密兒因缘际会成为死敌，在本片中多次参加战斗阻挡卡密兒。 |
| 巴斯克·歐姆       | 乡里大辅   | 作为镇压宇宙居民的提坦斯核心人物，在本片中登场次数较少。 |
| 帕普迪馬斯·希羅克 | 岛田敏     | 从木星归来的男子，在往返木星期间自行开大可变MA。在本片中以地球联邦军驾驶员协助提坦斯并介入与幽谷之间的战斗，阻止幽谷对贾布罗发动的作战。                                                                                     |
| 羅莎米亞·巴達姆   | 浅川悠     | 故事高潮阶段出场的新人类研究所强化人。她在本片中出场的剧情都是以新制作的画面呈现的。 |
| 阿姆罗·雷         | 古谷彻     | 作为新人类之一，曾是一年战争时期的优秀驾驶员。战争结束后在联邦军监视下过活。因卡兹的话而逃离监视返回战场，在本片结尾高潮段剧情中与过去的对手夏亚重逢。                                                                       |

#### 主要登场兵器
RX-178 高达Mk-II
作为提坦斯以地球联邦军技术开发的试验型机动战士（MS），一共生产了三架。在本片开场遭到抢夺事件，之后涂装被从提坦斯代表性的深蓝色改为一年战争中RX-78-2高达代表的白色。采用可动骨架设计的本机有着更出色的运动性，在本片前段，艾玛·辛曾驾驶提坦斯涂装的高达Mk-II，后来则配合卡密兒的活跃而成为幽谷的核心战力。
RMS-099 力克·迪亞斯
本机采用夏亚自阿克西斯处获取到的新材料结合阿纳海姆的技术开发而成。夏亚在本片开头曾驾驶该款MS的红色涂装版，率领阿波里与羅貝爾特执行任务，艾瑪·辛则从故事中段开始驾驶本款MS参加战斗。
MSN-00100 百式
作为阿纳海姆公司与幽谷合作开发的试验型MS，有着金色的造型，是夏亚在本机抵达“阿含”号之后开始驾驶。其开发目的虽然是可变MS，但最终构造并非可变MS。
在《星之继承者》中，幽谷以宇宙巡洋舰“阿含”号为旗舰，率领萨拉米斯级宇宙巡洋舰“蒙布朗”号，旗下以RGM-79R 吉姆II以及MSA-003尼莫等MS为主要战力。地球联邦军主要装备有RMS-106高性能扎古（蓝色涂装）以及一年战争后改进的RMS-117加尔巴迪β，在大气层内也具有极高机动性的可变机动装甲ORX-005蓋布蘭、同样可以在大气层内进行飞行的可变MA MRX-004阿席瑪，此外还有来自木星船队的帕普迪馬斯·希羅克所开发的PMX-000梅薩拉。同属于地球联邦军旗下的提坦斯除了拥有联邦军主力MS的吉姆II以及RMS-106高性能扎古（绿色涂装）之外，还配属了与尼莫同时期开发的新型机RMS-108馬拉賽。

### 画面
负责机械作画监督的仲盛文表示，制作团队会与导演富野由悠季一起观看和研究电视版内容的粗剪片段，部分片段在导演制作分镜阶段就已经确定了，也有部分片段是制作人员提出来新增的。按照这样的制作模式，在本片中大约新增了140个镜头。负责角色作画监督的恩田尚之表示，由于自己不擅长漫画式画法而以写实画法见长，因此特别是当刻画已经在爱好者们心中定型的卡密兒以及克瓦特羅等人时，常常产生“是否可以这样制作”的疑惑。美术导演甲斐政俊表示本片在背景美术的制作上，依然采用先手绘再扫描成数字版后与旧画面一起进行微调的模式。为了将原本电视剧版剧情的要素都放进电影，部分内容进行了有机整合，比如电视剧版曾花了一整集讲述的被施放了有毒瓦斯的殖民卫星，在本片中被改成了蕾柯亞·隆德给艾瑪·辛播放的调查影像。此时显示屏中的影像就是电视剧版的画面，因此其中的背影其实是电视剧版中的卡密兒，而这也是数字技术升级带来的画面效果进化。

### 音乐
《星之继承者》在制作时在原版配乐的基础上加入了新的背景音乐，并将音响效果改成了杜比数码5.1声道。负责本片音乐制作的三枝成彰在此之前就曾参与了电视版《Z高达》以及《机动战士高达ZZ》等高达系列作品，并曾以在《机动战士高达 逆袭的夏亚》中的工作获得了日本录音协会动画部门金唱片大奖。三枝成彰回忆道导演富野由悠季最早是通过日升工作室与他进行商谈，并将分镜以及剪接好的影像为基础又一次开展合作。三枝成彰表示本次电影版的《Z高达》与20年前的电视剧版最大的变化就在于“理解”，也就是电影中的内容相较于电视剧版更易于理解。他表示在与导演富野由悠季的商谈中发现，20年前是个对知识如饥似渴的年代，因此才有了《2001太空漫游》这样极富哲思的科幻电影出现，而反观当下则是一个喜欢不需要费力咀嚼就能理解讯息的时代，因此才诞生了如《冬季恋歌》这样简单明了、容易理解的作品。作为擅长精准把握时代脉搏并反映创作背景世态的高达系列，导演富野由悠季将本片定位为易于理解的故事。三枝成彰回忆起最初曾有不需要为影片录制新乐曲的意见，但随着影片制作进程中开始出现与电视版的不同，以往的曲目也开始出现无法应对的情况。他表示本片中基本上是使用了电视剧版中的音乐，大约占了2/3，在本片音响导演藤野贞义提供的细节清单上又制作了15首新曲子。电影前半部分音乐主要选自以往的曲目，新制作的曲子主要集中在影片后半段。三枝成彰称在制作本片新曲目时，为了避免观众听到与以前不一样的东西，刻意将旧谱子翻出来阅读。而新作的曲子，多数是交响乐和弦乐，由竹本泰藏负责指挥，于2004年3月20日在青山的VICTOR STUDIO录音。
身为高达爱好者同时也是导演富野由悠季好友的歌手Gackt为本片演唱两首歌曲。其中全新创作的《Metamorphoze～蜕变～》在故事开端作为引导带起高潮，而专辑《Crescent》中的歌曲《因为你在等着我（君が待っているから）》被重新录音作为本片的片尾曲。

## 解读
本片是在原本电视动画《机动战士Z高达》第1到第14集剧情的基础上新增片段构成。在原本的剧情上删减了主人公卡密兒被提坦斯拘留之前的场景，适量减少了卡密兒尖锐的言行，并加入了当卡密兒在战斗中失去双亲后被蕾柯亞·隆德及克瓦特羅等人安慰的场景，突出了他作为一名17岁少年的人物特质。而在高潮段落卡密兒、夏亚和阿姆罗齐聚一堂的场景中，则大量使用了高质量的新制作画面。针对标题中的“A New Translation（新译）”，作为原作者以及总导演的富野由悠季表示“希望重新创作这部作品，作为对当今时代的一种回应”。而副标题《星之继承者》则表述了本片所讲述的是一个由卡缪等几位核心人物肩负地球的命运所展开的故事，同时也暗含阿姆罗、夏亚等一年战争时期活跃的“明星”集结起来共同战斗的故事。其主轴为“世代传承”。

## 宣传
2004年秋，本片的官方宣传网站在日升工作室的官方网站中正式上线，开始公布关于本片的最新消息。同时也发布本片将在东京国际FANTASTIC电影祭的最后一天展映，并预告将于9月11日开始预售展映影票。在2005年3月底开幕的东京国际动画展 2005上，本片特别设置了影像公开区，播放导演富野由悠季与主题曲演唱者Gackt的访谈及预告影像。2005年3月中旬，官方网站上公开了两支本片的预告片，同时也宣布本片定档同年5月28日在影院上映。同年5月16日，制作方在日本东京的丸之内皮卡迪利ー1开展了先行试映会，会上导演富野由悠季与主演飞田展男、古谷彻以及池田秀一一起与为本片演唱主题曲的Gackt出席并登台答谢。在电影上映前还放映了由Gackt演唱的主题曲《Metamorphoze～蜕变～》的音乐视频。

### 售卖周边以及入场观众赠品
本片将在东京国际FANTASTIC电影祭上展映的消息同时，由本片角色作画导演恩田尚之与仲盛文联手设计包装插画的本片主题削铅笔机也同时公开发售。连锁便利店罗森还发售本片的预售票特典，内含本片的各种设定信息以及导演撰写的文章等。在日本公映的电影院中，还同时发售以本片海报插图为主题的500片装拼图以及各类小商品，如电话卡、文件夹等。

## 推出

### 上映和宣传
2004年10月14日至17日在新宿举办的“东京国际FANTASTIC电影祭2004”最后一天活动中，本片以World Premium的形式展映。本次全球首映的预售票在约30分钟之内就全部售罄。导演富野由悠季也与三位主演一同出席了放映前的活动。在舞台上，还公布了应富野导演的期望，摇滚歌手Gackt将负责影片的片头曲和片尾曲制作。
2005年5月28日本片在日本上映，导演富野由悠季与三位主角配音演员于当天开始在池袋、新宿、川崎等地的电影院进行为期两天的巡回舞台答谢活动。
本片在香港和台湾两地分别由羚邦国际和普威尔国际代理。2005年7月30日，本片在香港会展1号馆内限量上映一场特别场。台湾地区则是在同年8月20至21日两天在台北的欣欣晶华影城3厅特别放映六场。在线游戏《鋼彈Online》在台北鋼彈旗艦店开展抽奖活动，本片台湾試映會票则是奖品。代理商在上映院线推出了各种宣传套装以及明信片等周边商品，台湾还推出了凭电影票根抽奖的活动。2005年11月10日，本片在香港的院线正式公映，直至同年12月7日下映。
2006年7月，万代娱乐获得了本片的北美地区发行权。2006年9月，芝加哥国际电影节宣布本片导演富野由悠季将出席电影节为本片的北美首映式造势。同年10月7日中午，本片先于三部曲中的其他两部电影在北美展映。万代娱乐最终在2010年4月宣布将于2010年6月在北美发行本片。2010年7月20日晚，本片在伦敦巴比肯艺术中心展映。
2019年，本片作为“AbemaTV 高达40周年特别时段”的第二批播映影片之一在7月21日播出。在《机动战士高达》40周年纪念企划“高达影像新体验TOUR”中，本片于2020年2月7日起通过TCX（东宝影院自有大银幕规格）进行特别放映。为了纪念高达系列45周年，2024年在设立有高达实物大立像的福冈开展了放映历代高达剧场版动画的“福冈高达影院”计划，本片在9月22日放映。之后本片又在同年12月6日于WOWOW PLUS播出。

#### 上海国际电影节
2021年5月18日，第24届上海国际电影节主办方公布的展映电影名单中，出现了8部高达系列电影作品。除了《机动战士高达》电影三部曲、电影《机动战士高达 逆袭的夏亚》以及电影《机动战士高达 闪光的哈萨维》第一部之外，也包括了本片在内的《机动战士Z高达》剧场版三部曲，确认了本片的正式在中国大陆影院展映。

### 票房
本片在日本上映的首周末票房略低于1.61亿日元，排在《交涉人 真下正义》和《登峰造擊》之后位列第三。尽管如此，本片还是打破了池袋自由影院、新宿欢乐电影院、梅田自由影院、大阪的天堂广场影院、神户自由影院和博多自由影院等六家影院的单日票房纪录。上映第二周时，本片的周末票房已经排至第五位。在第三周，本片的周末票房就从第五位下滑至第七位。第四周时本片的周末票房下滑一名到第八位。到上映第五周时，本片作为唯一一部上榜的动画电影，周末票房排行第十，连续五周进入全国周末票房排行榜。一周后，本片跌出周末票房排行前十。截至2005年8月7日，本片在日本累计票房达8.5亿日元，动员观众人数达到75万人次。最终本片以8.619亿日元票房排名日本2005年度动画电影票房榜第十位。本片在香港上映的28天时间里，一共获得94.52万港币的票房收入。

### 家用媒体
在2005年10月28日，日本市场开始发售本片的DVD和录影带，其中首发限定版除了DVD之外还附带特制包装盒、带有特典的光碟以及解说手册等。截止2006年2月，首批DVD出货已经突破20万套。台湾地区从2006年3月起也开始发售本片的DVD。2016年2月，动漫发行商Right Stuf确认将在同年5月3日开始在北美市场发行本片的DVD版本。2017年5月，Right Stuf又宣布计划发行包括本片在内的剧场版三部曲蓝光版，这一版本采用日语原音及英文字幕。此外，Right Stuf还为前一年购买其发行的DVD版的用户提供以旧换新计划。最终本片蓝光版在同年9月5日于北美地区发行。

### 网络点播
2005年8月，数字电视广播公司Jupiter Telecommunications宣布将于同年9月16日起在视频点播平台上线《星之继承者》，点播费用为每次840日元。而在美国，作为“高达线上博览会”（Gundam Online Expo）活动的一环，观众可在于2020年8月20日至31日限定时间内免费观看包含本片在内的多部高达系列动画作品。

#### Road to U.C.0105
为了给即将上映的电影《机动战士高达 闪光的哈萨维》做宣傳，2021年元旦，机动战士高达系列官方YouTube频道“GUNDAM Channel”发起了名为“Road to U.C.0105”的冲击105万订阅人数的活动。活动以UC世纪各部作品发生的年代为目标，当订阅人数超过某一作品发生年份的1万倍数时，就会在频道上架相应作品24小时。包含本片在内的电影三部曲也在列映作品中，当订阅用户数达到87万人后，本片于同年3月27日起在网络上免费上映了24小时。

## 商业联动
2005年5月，COSPA为配合本片在日本上映，推出了凡购买旗下高达系列服饰者凭吊牌或条形码即可参与抽奖获赠限定版百式卫衣亲子套装的活动。同年8月，伴随着本片在日本、香港和台湾上映，万代在播放地限量发售HGUC版高达Mk-II的透明色塑料模型。2023年8月25日，本片的原画集发售，其中包含原画和迷你插画册等内容，由角色作画监督恩田尚之、机械作画监督仲盛文绘制了全新插画作为原画集BOX的封面。
在日本部分电影院放映《星之继承者》之前，会播放两部GUNDAM EVOLVE系列短片的特别剪辑版作为联动。分别是讲述夏亞為何沒有將百式塗成紅色的《GUNDAM EVOLVE../12》以及讲述参加阻止幽谷实行贾布罗作战的迪坦斯飞行员故事的《GUNDAM EVOLVE../13》。

## 评价与反响

### 评价
总导演富野由悠季表示20年前结束的电视版动画《机动战士Z高达》描绘了时代走向闭塞的预感，但他相信只要能用积极的视角来看待动画中的人际关系，就能描绘出新时代开端的故事。他表示本片作为电影，核心依然是重视娱乐性和趣味性，为此无法将其整合成为电视版中的卡密兒那样会令人唤起自闭症的作品。动漫评论家藤津亮太认为由于当下是个虚无主义盛行的世道，因此导演富野由悠季在制作本片时刻意否定了电视版《机动战士Z高达》中的虚无主义。制作人松村圭一认为本片的登场人物以及主要剧情虽然是剧电视版共通的，但应该还是能给人以与电视版不同的印象。音乐家三枝成彰认为本片制作过程中核心议题的“易于理解”正反映了当下日本社会不乐意将自身存在的问题暴露出来的现象。机械作画导演仲盛文认为本片制作中负责原画的工作人员水平都非常高，因此片中新制作的画面都值得一看。负责角色作画导演的恩田尚之认为本片的故事是非常易懂的。本片最后一幕“夏亚和阿姆罗相遇”的场景得到了作家堀越英美的肯定。池田秀一以及为小林隼人配音的檜山修之都表示自己最喜欢的是本片的最后一幕，古谷彻也认为最后一幕很不错，但他本人更喜欢阿姆罗与芙劳·宝吻别的场景。为羅莎米亞·巴達姆配音的浅川悠则觉得夏亚与蕾柯亚之间成人级的对话让人看到了夏亚可爱的一面。但安倍川MOCHIKO（安倍川モチコ）表示没看过电视版《机动战士Z高达》的朋友说完全没看懂本片的剧情。

### 相关荣誉
日本动画行业新闻网站Anime!Anime!将本片与同年开播的高达系列电视动画《机动战士高达SEED Destiny》的成功视作新旧高达作品的影响力，列为2005年十大新闻事件之一。本片DVD上架后，首周销量达到了9.8万张，最终以超过13.8万张的销量在2005年日本“动画类”DVD销量榜单中排名第六。本片片头曲《Metamorphoze～蜕变～》在2005年最畅销动画主题曲排行榜中以超过15.6万张排名第7。
2005年，第10届神户动画奖将最佳电影动画颁给了本片。本片也在第九届日本媒体艺术节中被评为特别推荐动画之一。2006年，本片获得第5届东京国际动画博览会剧场映画部门优秀作品赏。

## 续集
在《星之继承者》的末尾预告了第二部的片名为《恋人们》。机械作画导演仲盛文在《星之继承者》的宣传阶段就表示，电影三部曲中的第一部负责将全部演员聚集起来，而第二部的剧情将会有较大转变。

## 脚注